# Cabarita Beach
Cabarita Beach är en strand i Australien. Den ligger i kommunen Tweed och delstaten New South Wales, i den sydöstra delen av landet, omkring 660 kilometer norr om delstatshuvudstaden Sydney. Genomsnittlig årsnederbörd är 1 876 millimeter. Den regnigaste månaden är januari, med i genomsnitt 327 mm nederbörd, och den torraste är oktober, med 40 mm nederbörd.